# Alberto Torriani
Alberto Torriani (Bollate, 3 novembre 1971) è un arcivescovo cattolico italiano, dall'11 dicembre 2024 arcivescovo di Crotone-Santa Severina.

## Biografia
È nato a Bollate, in provincia e arcidiocesi di Milano, il 3 novembre 1971. Il padre era Carlo Torriani, giornalista del Corriere della Sera, scomparso nell'agosto 2023.

### Formazione e ministero sacerdotale
Dopo l'iter in preparazione al sacerdozio presso il seminario arcivescovile di Milano, ha ottenuto il baccalaureato in teologia.
Il 3 ottobre 1999 è stato ordinato diacono, a Sacconago, dal cardinale Carlo Maria Martini, arcivescovo di Milano, che il 10 giugno 2000 lo ha ordinato anche presbitero, nella cattedrale di Milano.
Dopo l'ordinazione è stato nominato vicario parrocchiale a Monza, presso la parrocchia di San Biagio, dove si è occupato della pastorale giovanile e scolastica. Nel 2008 è stato nominato anche vicario delle parrocchie monzesi di Santa Gemma e di San Pio X e incaricato della pastorale giovanile della parrocchia di Santo Stefano Protomartire a Vedano al Lambro. Nel gennaio 2009 è diventato vicario della comunità pastorale "Ascensione del Signore" di Monza. Dal 2010 al 2011 è stato membro del consiglio presbiterale dell'arcidiocesi.
Il 1º settembre 2011 ha ricevuto l'incarico di rettore del Collegio Rotondi di Gorla Minore, mentre nel settembre 2016 quello di pro-rettore del Collegio San Carlo di Milano; il 10 febbraio 2017 ne ha assunto la direzione, succedendo così a monsignor Aldo Geranzani, deceduto il 30 gennaio.

### Ministero episcopale
L'11 dicembre 2024 papa Francesco lo ha nominato arcivescovo di Crotone-Santa Severina; è succeduto ad Angelo Raffaele Panzetta, precedentemente nominato arcivescovo coadiutore di Lecce. Ha ricevuto l'ordinazione episcopale il 22 febbraio 2025, nella cattedrale di Milano, da Mario Delpini, arcivescovo metropolita di Milano, co-consacranti Paolo Martinelli, vicario apostolico dell'Arabia meridionale, e Michele Di Tolve, ausiliare di Roma. Il 30 marzo seguente ha preso possesso dell'arcidiocesi nel PalaMilone, a Crotone.

## Genealogia episcopale
La genealogia episcopale è:
- Cardinale Scipione Rebiba
- Cardinale Giulio Antonio Santori
- Cardinale Girolamo Bernerio, O.P.
- Arcivescovo Galeazzo Sanvitale
- Cardinale Ludovico Ludovisi
- Cardinale Luigi Caetani
- Cardinale Ulderico Carpegna
- Cardinale Paluzzo Paluzzi Altieri degli Albertoni
- Papa Benedetto XIII
- Papa Benedetto XIV
- Papa Clemente XIII
- Cardinale Enrico Benedetto Stuart
- Papa Leone XII
- Cardinale Chiarissimo Falconieri Mellini
- Cardinale Camillo Di Pietro
- Cardinale Mieczysław Halka Ledóchowski
- Cardinale Jan Maurycy Paweł Puzyna de Kosielsko
- Arcivescovo Józef Bilczewski
- Arcivescovo Bolesław Twardowski
- Arcivescovo Eugeniusz Baziak
- Papa Giovanni Paolo II
- Cardinale Carlo Maria Martini, S.I.
- Cardinale Dionigi Tettamanzi
- Arcivescovo Mario Delpini
- Arcivescovo Alberto Torriani